# Långtjärnen (Laxsjö socken, Jämtland, 708229-145885)
Långtjärnen är en sjö i Krokoms kommun i Jämtland och ingår i Indalsälvens huvudavrinningsområde.